# Margarethakirche Tschrietes

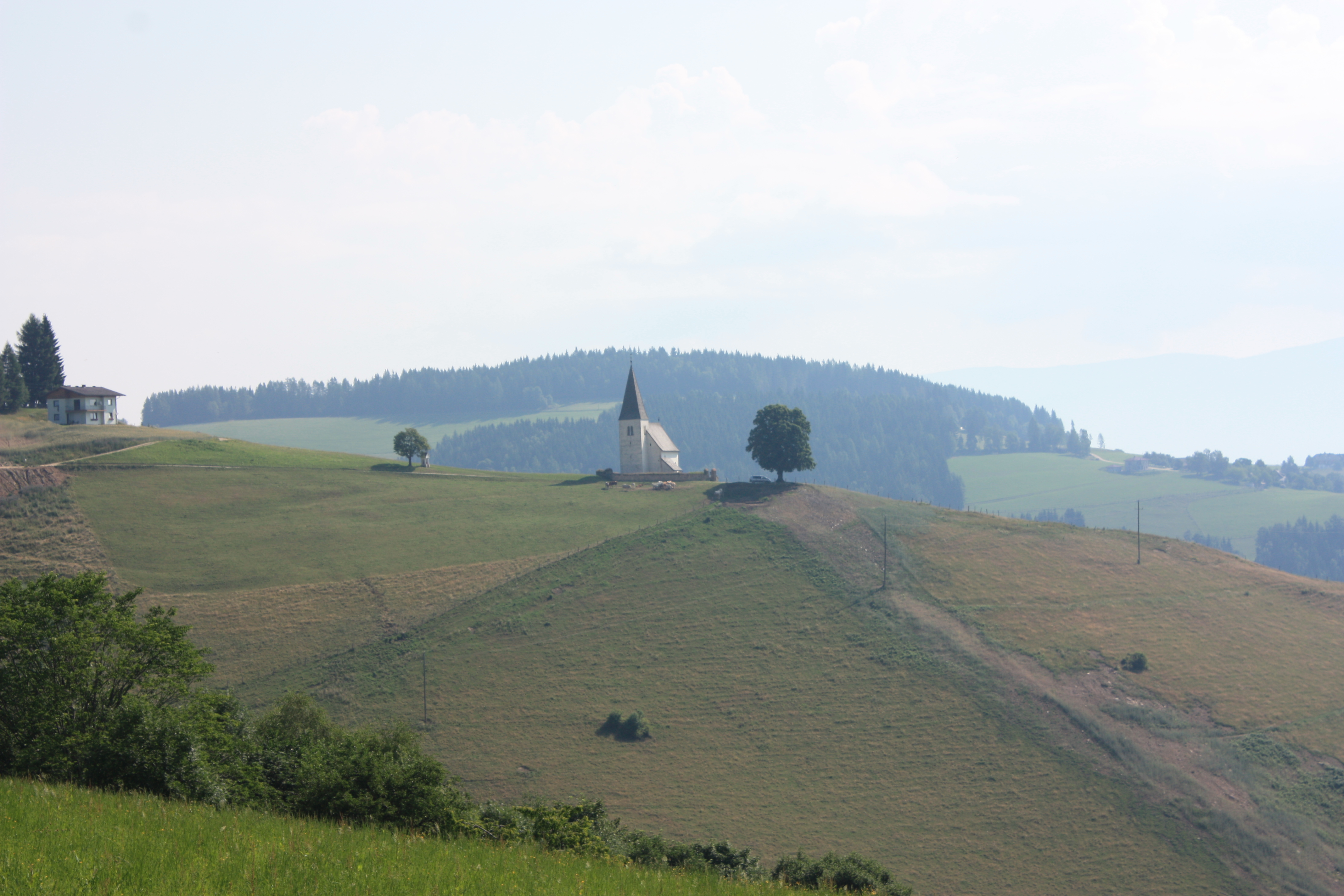
Tschrietes mit der Kirche

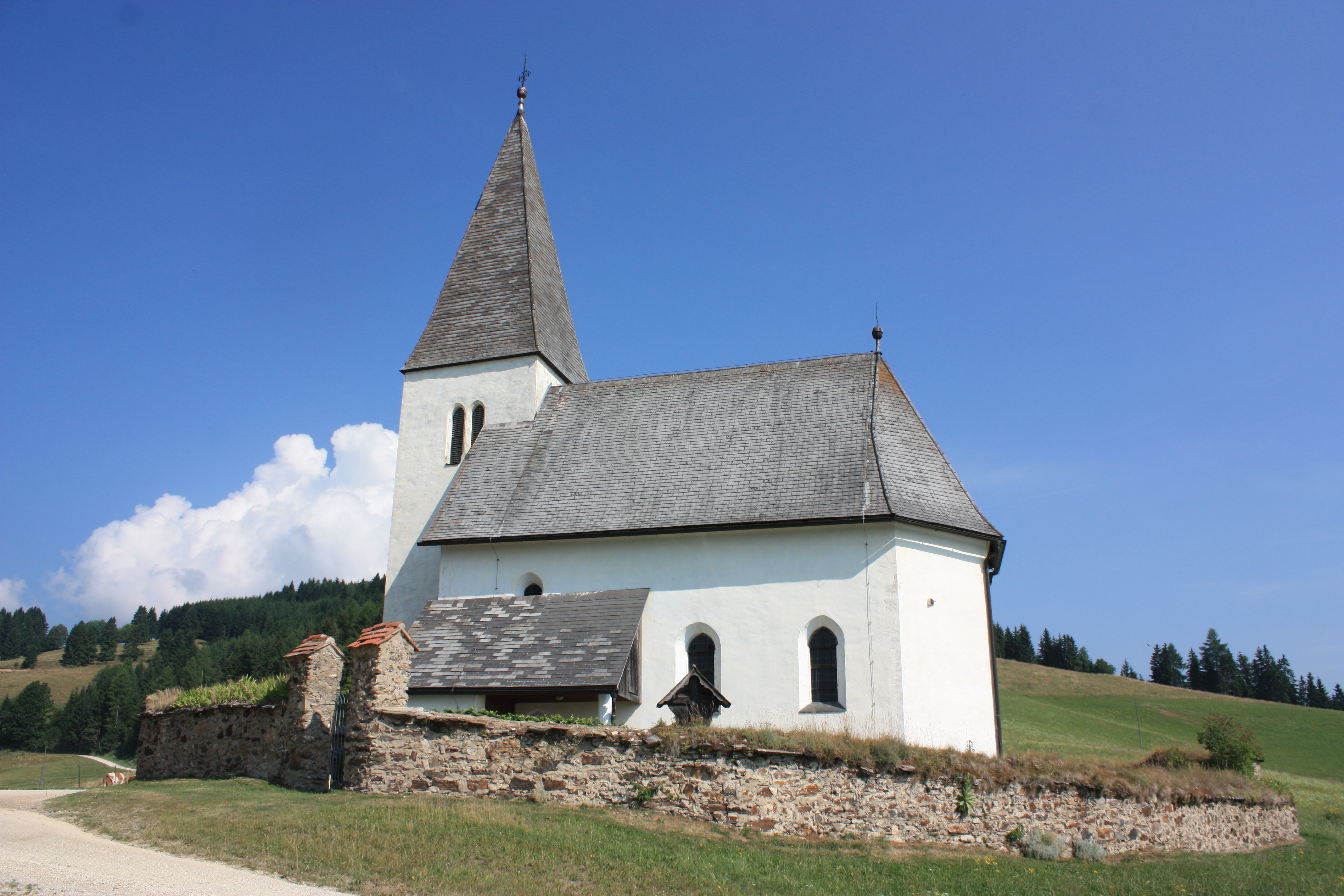
Margarethakirche Tschrietes

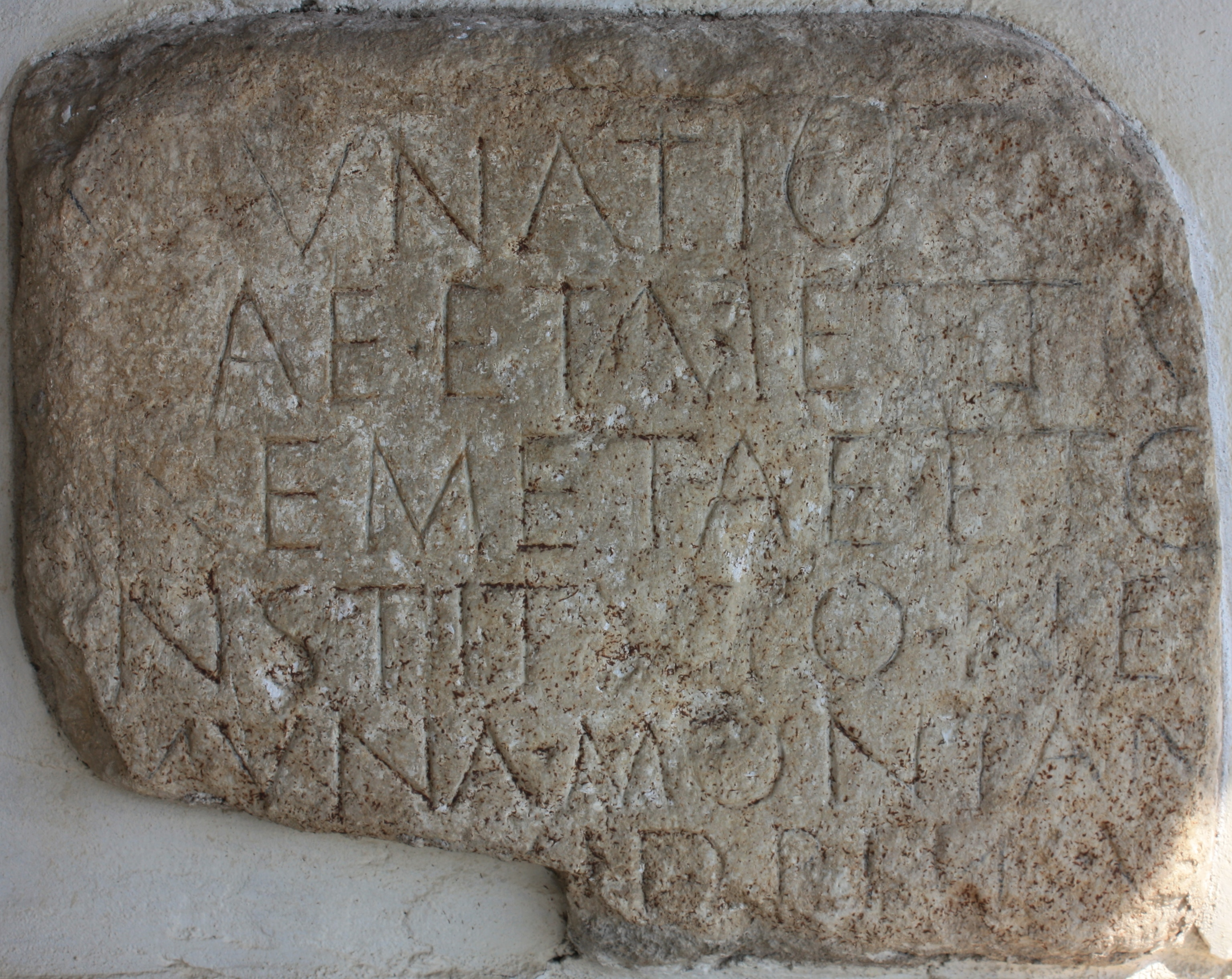
Fragment eines römerzeitlichen Grabsteines

Die Filialkirche hl. Margaretha ist eine römisch-katholische Kirche in Tschrietes in der Katastralgemeinde Wölfnitz der Marktgemeinde Griffen in Kärnten.
Die Filialkirche der Pfarrkirche Wölfnitz an der Saualpe steht in Tschrietes, einer 1245 urkundlich genannten Streusiedlung mit 29 Einwohnern (2001) in rund 1000 m Seehöhe an einem gegen Nordwesten geneigten, aufsteigenden Bergrücken der Saualpe. Die Kirche wurde 1371 urkundlich genannt und steht auf einem Hügel. In der Friedhofsmauer, welche die Kirche umgibt, ist ein vermauertes, abgefastes, gotisches Spitzbogenportal.
Der – auch im Verhältnis zum mächtigen wehrkirchigen Turm – kleine, gotische Kirchenbau hat im Süden ein profiliertes Portal mit einem Vordach. In der Ostwand ist eine Lichtnische. Der mächtige Westturm in der Linie der Nordfassade hat im Glockengeschoß gotische Zwillingsfenster und einen Pyramidenhelm. In der nördlichen Außenmauer ist ein Fragment eines römerzeitlichen Grabsteins für Bewohner des Ortes eingemauert. Das Langhaus und der gleich breite Chor wurden 1887 mit einem verputzten, hölzernen Tonnengewölbe mit Stichkappen überwölbt. Ein Gurtbogen setzt das dreijochige Langhaus vom einjochigen Chor mit Fünfachtelschluss ab. Ein Spitzbogenportal bildet die Verbindung zum Turmerdgeschoß.
Der Hochaltar aus der Mitte des 17. Jahrhunderts trägt Schnitzfiguren, zentral eine Madonna von ca. 1500 und die Heiligen Margaretha und Stephanus von ca. 1520, im Aufsatz die Heiligen Margaretha und Sebastian um 1500. Die seitlichen Schnitzfiguren der Heiligen Laurentius und Anna selbdritt sind aus der Bauzeit des Hochaltars.
Es gibt zwei Seitenaltäre von 1720, links mit der Figur hl. Sebastian um 1500, rechts mit der Figur hl. Rochus aus dem 18. Jahrhundert.
Es gibt eine Zusammenstellung von zwei übereinander gestellten Predellen mit vier Passionstafeln und der Jahresangabe 1547 mit einer Darstellung der 15(!) Nothelfer und des Schweißtuches von zwei Engeln getragen. Die Malereien der Passionsbilder aus 1547 zeigen das Abendmahl, die Dornenkrönung, die Geißelung und die Ölbergszene und auf einem schmalen Flügel den hl. Christophorus.
Ein Votivbild ist mit 1716 bezeichnet. Ein Bild aus dem 19. Jahrhundert zeigt den Kindermord in Bethlehem.